# Atti di Simone e Giuda
Gli Atti di Simone e Giuda sono un apocrifo del Nuovo Testamento relativo agli apostoli Simone e Giuda, scritto in latino nel IV-V secolo. Il testo è pseudoepigraficamente attribuito al leggendario Abdia, primo vescovo di Babilonia.
Il testo descrive predicazione, miracoli e martirio dei due apostoli in Persia e Babilonia. Simone sarebbe stato segato a metà.
Dato l'avanzato periodo di composizione e lo stile eccessivamente favolistico l'apocrifo non può essere considerato un fedele resoconto storico, sebbene non si possa escludere una ripresa di precedenti tradizioni orali.